# Cantó de Lannilis
El cantó de Lannilis (bretó Kanton Lanniliz) és una divisió administrativa francesa situada al departament de Finisterre a la regió de Bretanya.

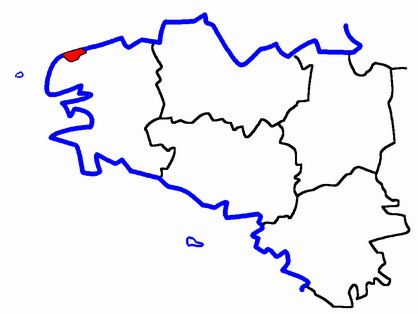
Situació del cantó

## Composició
El cantó aplega 5 comunes :
| Nom bretó  | Nom francès  | Nom gal·ló |
| Gwiseni    | Guissény     | ---        |
| Landeda    | Landéda      | ---        |
| Lanniliz   | Lannilis     | ---        |
| Plouguerne | Plouguerneau | ---        |
| Treglonoù  | Tréglonou    | ---        |

## Història
| Data d'elecció                           | Identitat         | Partit | Qualitat |
| ---------------------------------------- | ----------------- | ------ | -------- |
| 2001-                                    | Claude Guiavarc'h | UMP    |          |
| les dades anteriors no són pas conegudes |                   |        |          |
|                                          |                   |        |          |